# دانشگاه پزشکی دولتی ایروان

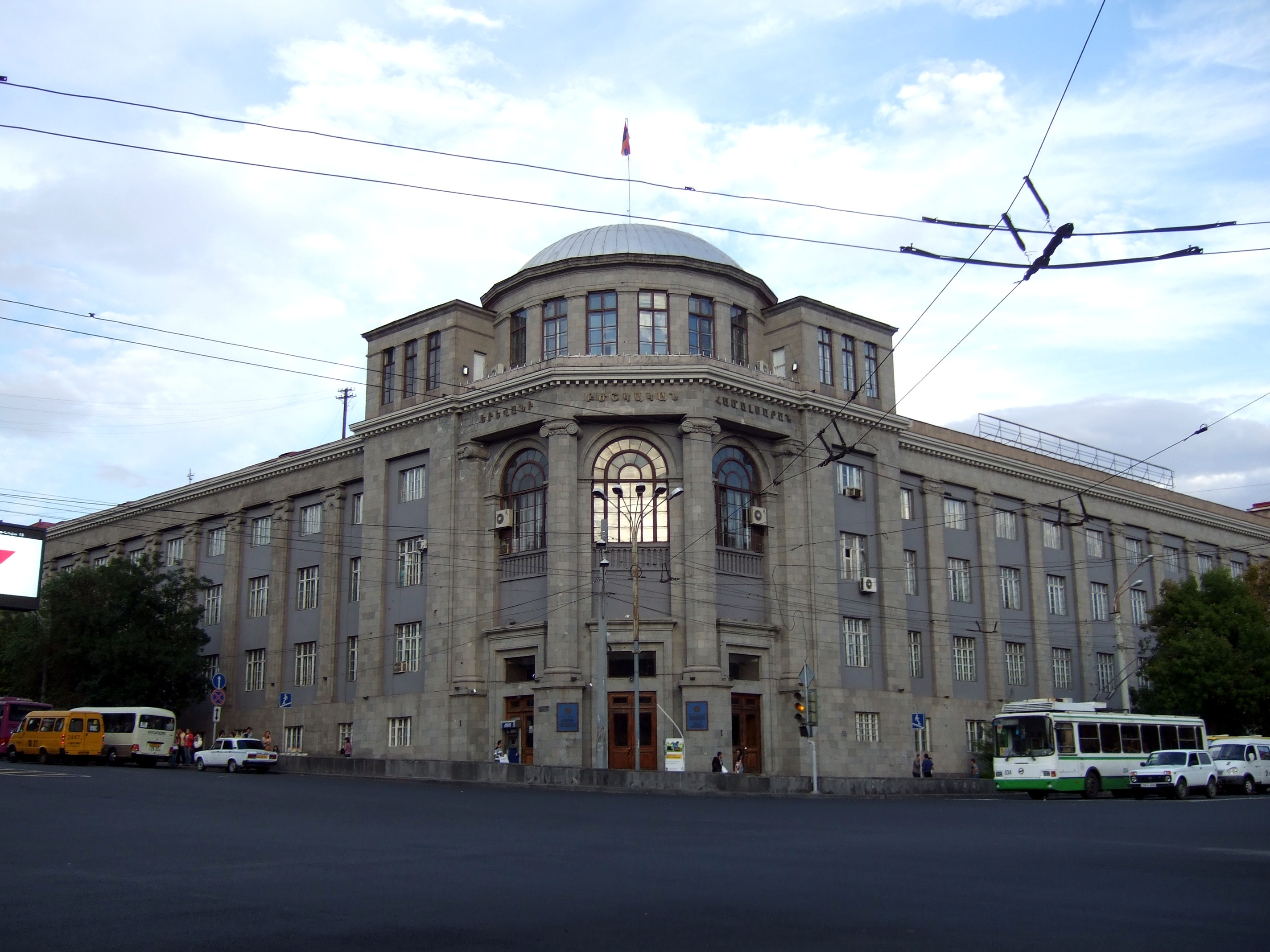

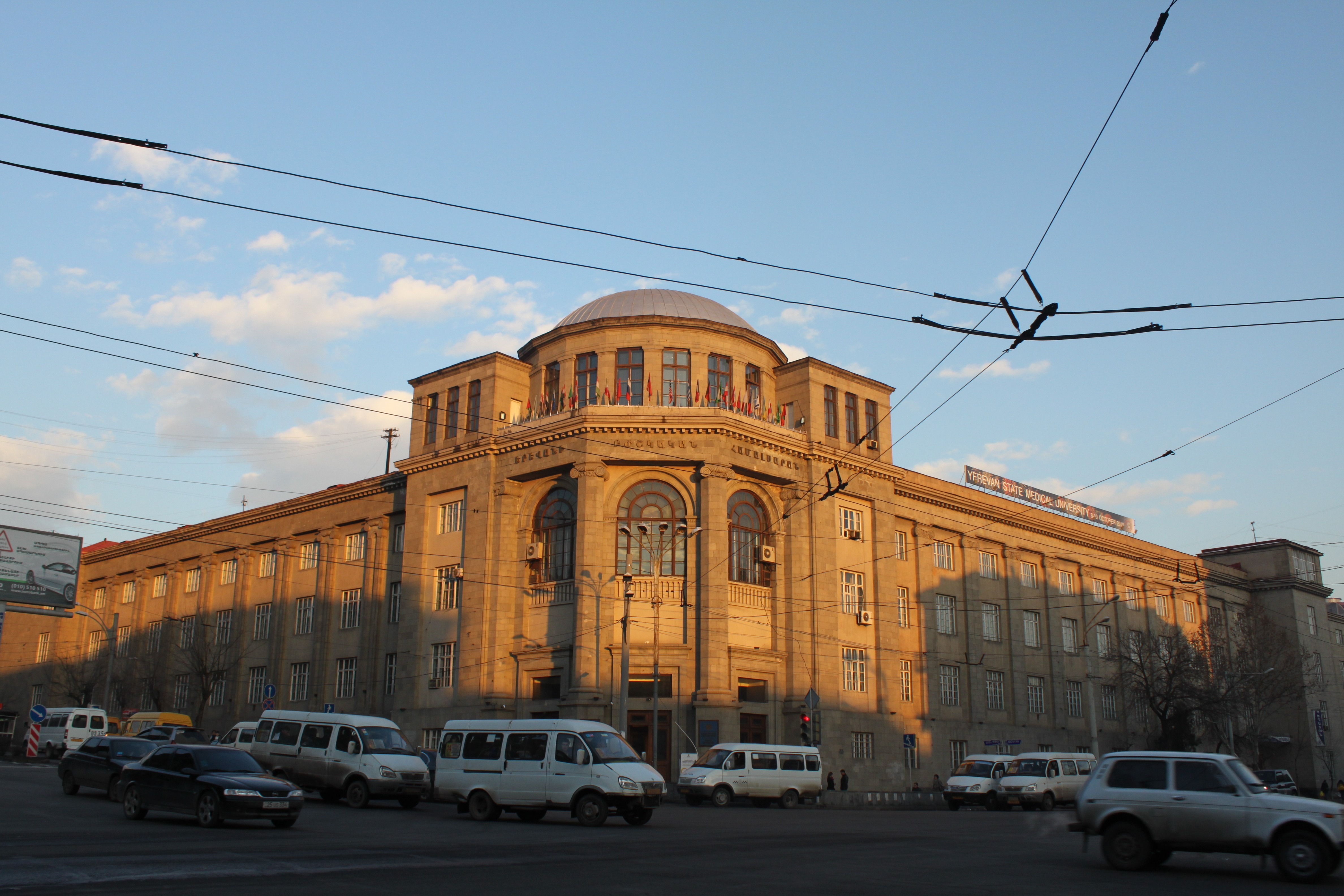

دانشگاه پزشکی دولتی ایروان (ارمنی: Երևանի պետական բժշկական համալսարան; انگلیسی: Yerevan State Medical University (YSMU)) دانشکده پزشکی پیشتاز در ارمنستان است که در شهر ایروان واقع شده‌است.
این دانشگاه هم‌اکنون با نام دانشگاه پزشکی دولتی مخیتار هراتسی ایروان (ارمنی: Մխիթար Հերացու անվան Երեվանի Պետական Բժշկական Համալսարան; انگلیسی: Yerevan Mkhitar Heratsi State Medical University) شناخته می‌شود.

## تاریخچه
در تاریخ ۳۱ ژانویه ۱۹۲۰، در دوره اولین جمهوری ارمنستان دانشگاه دولتی ایروان آلکساندراپول (گیومری فعلی) با حضور آلکساندر خاتیسیان (نخست‌وزیر) و نیکول آغبالیان (وزیر فرهنگ و آموزش عالی) افتتاح شد. در اکتبر همان سال طرحی برای تأسیس دانشکده پزشکی در داخل دانشگاه به تصویب وزیر آموزش و پرورش وقت گوُرگ قازاریان رسید. اما به واسطه شرایط سیاسی این طرح هرگز برآورده نشد و ارمنستان در دسامبر ۱۹۲۰ به یک جمهوری تبدیل شد.
در سال ۱۹۲۲ دانشکده پزشکی ایروان توسط دولت ارمنستان بنیانگذاری شد.
در تاریخ ۲۵ مه ۱۹۸۹ دانشگاه پزشکی دولتی ایروان به نام مخیتار هراتسی پزشک سده ۱۲ میلادی ارمنستان نامگذاری شد.

## دانشکده‌ها
این دانشگاه پنج دانشکده دارد:
- دانشکده پزشکی عمومی
- دانشکده سلامت عمومی
- دانشکده دهان پزشکی
- دانشکده داروسازی
- دانشکده پزشکی نظامی[۳][۴]

بخش آموزش دانشجویان بین‌الملل YSMU، کلاس‌هایی نیز به زبان‌های ارمنی، روسی و انگلیسی در دانشکده‌های پزشکی عمومی دهان پزشکی و داروسازی ارائه می‌دهد.
در مقاطع کارشناسی ارشد و آموزش پیوسته دانشگاه فعالیت می‌کند.

## رتبه جهانی
در سال ۲۰۱۳ دانشگاه پزشکی دولتی ایروان توسط 4icu World University ranking در رتبه۷۰۰۰قرار گرفت.

## دانش‌آموختگان سرشناس
- ایوان گوورکیان - جراح و دانشمند برجسته ارمنستانی.
- واهان آرتسرونی - موسیقیدان راک، خواننده، آهنگساز و هنرمند ارمنستانی.
- بلا کوچاریان همسر رئیس‌جمهور پیشین ارمنستان روبرت کوچاریان.
- گاریک مارتیروسیان متخصص مغز و اعصاب، سرگرمی ساز، مجری تلویزیونی، بازیگر، کمدین و خواننده.
- پاروناک زلویان رئیس انجمن پزشکی ارمنستان.
- ژورا هاروتیونیان نویسنده و نمایشنامه‌نویس.
- بارات ردی متخصص قلب و بازیگر هندی.